# Stilobezzia vittula
Stilobezzia vittula är en tvåvingeart som beskrevs av Tokunaga 1963. Stilobezzia vittula ingår i släktet Stilobezzia och familjen svidknott. Inga underarter finns listade i Catalogue of Life.